# مقبل (سرار)

تعديل مصدري - تعديل

مقبل هي إحدى قرى عزلة سرار بمديرية سرار التابعة لمحافظة أبين، بلغ تعداد سكانها 60 نسمة حسب تعداد اليمن لعام 2004.